# Talentum
La voz venezolana es un reality show venezolano producido y transmitido por la cadena cable visión durante la emisión del programa Super sábado sensacional. La voz venezolana, emulando a la etimología original del término, se encargará de escoger nuevos rostros de la canción. Se estrenó el 30 de agosto del 2013.
En agosto se realizaron las audiciones en Cable visión. El grupo de 30 concursantes seleccionados se medirá en la primera gala, en la que se escogerá a 25 participantes quienes, siguiendo el esquema de este tipo de programas, se irán eliminando una semana tras otra.
Aparentemente, al igual que en las ediciones de Yo sí canto, habrá tres equipos conformados según las edades de los participantes, cosa que no se ha confirmado pues aún se realiza la etapa de selección.
Se tenía previsto iniciar la competencia la primera semana de septiembre pero, precisamente porque se ha tardado la definición del jurado y de los profesores, está planteado que a más tardar comience la próxima semana. El reality se mantendrá en el aire hasta diciembre, cuando el programa animado por Leonardo Villalobos tome vacaciones hasta febrero de 2014.

## Mecánica en la competencia
El lugar donde se ubica el jurado forma la palabra “Venezuela, y cada uno de los jueces será responsable de emitir su voto, y para ello encenderá una de las sílabas de esta palabra, si el concursante logra obtener el vocablo completo clasificaría en esa ronda y pasaría a la siguiente. Ahora bien si uno de los jurados se abstiene de votar, estará en la libertad de decidir si escuchar nuevamente al aspirante, con un tema seleccionado y a capella, pero por un tiempo más corto, o permitir que sea el público quien vote, a través de la página cable visión.com. Cuando se obtiene una sola sílaba, será el público quien determinará la suerte del concursante. El caso en que ninguna de las tres sílabas se ilumine, constituirá la descalificación definitiva.
Vale destacar el jurado asignará retos a los aspirantes incluso en distintas disciplinas, y se realizarán especiales con diversos géneros musicales y entre ellos se estima un homenaje a la música venezolana con temas que han popularizado Simón Díaz, Reinaldo Armas, Reyna Lucero, entre otros reconocidos cantantes.

## Concursantes
Estos son los participantes de la competencia definitiva (No se cuentan los que estuvieron solo en la etapa de selección).
| N.º         | Concursante        | Estado                     |
| ----------- | ------------------ | -------------------------- |
| 1.er Lugar  | Jennifer Moya      | Ganador De Talentum.       |
| 2.º Lugar   | Luis Manuel Quiaro | Segundo lugar De Talentum. |
| 3.er Lugar  | Victor Valdez      | Tercer lugar De Talentum.' |
| 4.º Lugar   | Marialex Ruh       | FinalistaDe Talentum.      |
| 5.º Lugar   | Paola Liendo       | FinalistaDe Talentum.      |
| 6.º Lugar   | Johana Carrillo    | FinalistaDe Talentum.      |
| 7.º Lugar   | Daniel Sandoval    | FinalistaDe Talentum.      |
| 8.º Lugar   | Yarimar Salcedo    | FinalistaDe Talentum.      |
| 9.º Lugar   | Javier Lubo        | 5.º Eliminado De Talentum  |
| 10.º Lugar  | Manuel Carro       | 4.º Eliminado De Talentum  |
| 11.º Lugar  | Antonio Palacios   | 3.er Eliminado De Talentum |
| 12.º Lugar  | Zolanais Rondón    | 2.ª Eliminada De Talentum  |
| 13.er Lugar | Maria Laura Santos | 1.ª Eliminada De Talentum  |

## Jurado
- Liz (Cantante de merengue)
- Luis Fernando Borjas (Cantante de Guaco)
- Oscar Hernádez Oscarcito (Cantante, compositor y productor musical)

## Desarrollo de la competencia
Anexo:Desarrollo de la 1ª Temporada de Talentum